# Prix Locus de la meilleure nouvelle longue
Les prix Locus sont décernés chaque année, depuis 1971, par les lecteurs du magazine américain mensuel de science-fiction Locus lors d'un banquet annuel organisé par la Locus Science Fiction Foundation.
La catégorie de la meilleure nouvelle longue (novelette) récompense les œuvres de science-fiction, fantasy ou d'horreur comptant de 7 500 à 17 500 mots. Cette catégorie a été créée en 1975, a disparu en 1978 puis est réapparue en 1979. Depuis cette date, le prix est décerné chaque année.

## Palmarès
Les gagnants sont cités en premier, suivis par les autres œuvres nommées.

### Années 1970

#### 1975
À la dérive au large des îlots de Langerhans latitude 38°54 N longitude 77°00'13" W (Adrift Just Off the Islets of Langerhans: Latitude 38° 54' N, Longitude 77° 00' 13" W) par Harlan Ellison
- Les Pré-personnes (The Pre-Persons) par Philip K. Dick
- Pour que tu t'y intéresses (—That Thou Art Mindful of Him!) par Isaac Asimov
- I'm Looking for Kadak par Harlan Ellison
- On Venus, Have We Got a Rabbi par William Tenn
- Twig par Gordon R. Dickson
- Nix Olympica par William Walling
- Les Étoiles, si elles sont divines (If the Stars Are Gods) par Gordon Eklund et Gregory Benford
- Après le temps-du-rêve (After the Dreamtime) par Richard A. Lupoff
- Les Dix-sept vierges (The Seventeen Virgins) par Jack Vance
- The Raven and the Hawk par William Rotsler
- Périlleux retour (Getting Home) par F. M. Busby
- Whale Song par Terry Melen
- Catman par Harlan Ellison
- Le Don de Garigolli (The Gift of Garigolli) par Frederik Pohl et C. M. Kornbluth
- Whatever Happened to Nick Neptune? par Richard A. Lupoff
- A Brother to Dragons, a Companion of Owls par Kate Wilhelm
- Un p'tit quelque chose pour nous, les temponautes ! (A Little Something for Us Tempunauts) par Philip K. Dick
- Gate-o par Don Picard
- A Matter of Gravity par Randall Garrett
- And Keep Us from Our Castles par Cynthia Bunn
- Forlesen par Gene Wolfe
- État de siège (Under Siege) par Robert Thurston

#### 1976
La Nouvelle Atlantide (The New Atlantis) par Ursula K. Le Guin
- Jusqu'à une mer sans soleil (Down to a Sunless Sea) par Cordwainer Smith
- Sept fois, sept fois l'homme, jamais ! (And Seven Times Never Kill Man) par George R. R. Martin
- Un été rétrograde (Retrograde Summer) par John Varley
- Une galaxie appelée Rome (A Galaxy Called Rome) par Barry N. Malzberg
- « ... Pour revivre un instant » ("...for a Single Yesterday") par George R. R. Martin
- Dans le chaudron (In the Bowl) par John Varley
- Sandsnake Hunter par Gordon Eklund
- Le Passage du trou noir (The Black Hole Passes) par John Varley
- Polly Charms, the Sleeping Woman par Avram Davidson
- Cambridge 1:58 A.M. par Gregory Benford
- San Diego Lighfoot Sue (San Diego Lightfoot Sue) par Tom Reamy
- The Venging par Greg Bear
- End Game par Joe Haldeman
- Blooded on Arachne par Michael Bishop

#### 1977
L'Homme bicentenaire (The Bicentennial Man) par Isaac Asimov
- Le Journal de la rose (The Diary of the Rose) par Ursula K. Le Guin
- Dansez, chantez (Gotta Sing, Gotta Dance) par John Varley
- Le Fantôme du Kansas (The Phantom of Kansas) par John Varley
- Le Manuscrit Hertford (The Hertford Manuscript) par Richard Cowper
- The Psychologist Who Wouldn't Do Awful Things to Rats par James Tiptree, Jr
- Custer's Last Jump par Steven Utley et Howard Waldrop
- Retour aux sources... (Meathouse Man) par George R. R. Martin
- Bagatelle (Bagatelle) par John Varley
- Trou de mémoire (Overdrawn at the Memory Bank) par John Varley
- La Femme qui attendait (Woman Waiting) par Lisa Tuttle

#### 1979
Barbie tuerie (The Barbie Murders) par John Varley
- Hunter's Moon par Poul Anderson
- Mikal's Songbird par Orson Scott Card
- Swanilda's Song par Frederik Pohl
- Devil You Don't Know par Dean Ing (en)
- En chair étrangère (In Alien Flesh) par Gregory Benford
- The Nuptial Flight of Warbirds par Algis Budrys
- Le Pistolero (The Gunslinger) par Stephen King
- L'Homme sans idées (The Man Who Had No Idea) par Thomas M. Disch
- Shipwright par Donald Kingsbury
- Black Glass par Fritz Leiber
- Starswarmer par Gregory Benford
- A Good Night's Sleep par Avram Davidson
- The Morphology of the Kirkham Wreck par Hilbert Schenck (en)
- Les Fantômes de Sélénium des années soixante-dix (Selenium Ghosts of the Eighteen Seventies) par R. A. Lafferty
- Les Murailles de Tyr (Within the Walls of Tyre) par Michael Bishop

### Années 1980
| Sommaire : | - Haut - 1980 - 1981 - 1982 - 1983 - 1984 - 1985 - 1986 - 1987 - 1988 - 1989 |

#### 1980
Les Rois des sables (Sandkings) par George R. R. Martin
- Options (Options) par John Varley
- Flots de feu (Fireflood) par Vonda N. McIntyre
- Où vont les grands navires (Out There Where the Big Ships Go) par Richard Cowper
- Galatée galante (Galatea Galante) par Alfred Bester
- Camps (Camps) par Jack Dann
- Les Sentiers du désir (The Pathways of Desire) par Ursula K. Le Guin
- L'Ange de la mort (The Angel of Death) par Michael Shea
- Le Fondeur de boutons (The Button Molder) par Fritz Leiber
- Les Dieux du lac Taxhling (The Things That Are Gods) par John Brunner
- Phoenix par Mark J. McGarry
- The Relic par Gary Jennings
- The Ancient Mind at Work par Suzy McKee Charnas
- Down and Out on Ellfive Prime par Dean Ing (en)
- Prose Bowl par Bill Pronzini et Barry N. Malzberg
- The Locusts par Larry Niven et Steven Barnes
- Indifférence (Indifference) par Brian Aldiss
- The Ways of Love par Poul Anderson
- Sous le radiant du Temple (Some Events at the Templar Radiant) par Fred Saberhagen

#### 1981
Le Brave Petit Grille-pain (The Brave Little Toaster) par Thomas M. Disch
- Beatnik Bayou (Beatnik Bayou) par John Varley
- Le Relais (The Way Station) par Stephen King
- Strates (Strata) par Edward Bryant
- Les Vilains Poulets (The Ugly Chickens) par Howard Waldrop
- Les Êtres Magnifiques (The Lordly Ones) par Keith Roberts
- Les Créatures du lac (Feesters in the Lake) par Bob Leman
- Saving Face par Michael Bishop
- Variation on a Theme from Beethoven par Sharon Webb
- Tutor par J. Ray Dettling
- Saint Janis Blues (The Feast of Saint Janis) par Michael Swanwick
- L'Apothéose de Myra (Apotheosis of Myra) par Walter Tevis
- La Résistance (The Cloak and the Staff) par Gordon R. Dickson
- Billy Big-Eyes par Howard Waldrop
- Savage Planet par Barry B. Longyear
- Scorched Supper on New Niger par Suzy McKee Charnas
- La Terre et la Pierre (Earth and Stone) par Robert Holdstock
- Raising the Green Lion par Janet Morris
- Ginungagap (Ginungagap) par Michael Swanwick
- Have You Heard the One…? par Spider Robinson
- The Curse of the Mhondoro Nkabele par Eric Norden

#### 1982
Gardiens (Guardians) par George R. R. Martin
- Les licornes sont contagieuses (Unicorn Variation par Roger Zelazny
- En chevauchant les courants thermiques (The Thermals of August) par Edward Bryant
- The Haunted Tower par C. J. Cherryh
- Out of the Everywhere par James Tiptree, Jr
- The Fire When It Comes par Parke Godwin
- Murder on Lupozny Station par Michael Bishop et Gerald W. Page
- Elric à la fin des temps (Elric at the End of Time) par Michael Moorcock
- Lirios: A Tale of the Quintana Roo par James Tiptree, Jr
- Retour à la vie (The Quickening) par Michael Bishop
- The Giftie Gie Us par Timothy Zahn
- Un millier de pas sur la via Dolorosa (A Thousand Paces Along the Via Dolorosa) par Robert Silverberg
- Mummer Kiss par Michael Swanwick
- Vox Olympica par Michael Bishop
- Poussière d'été (The Summer's Dust) par Pamela Sargent
- H-Tec par Charles L. Harness
- Stuff of Dreams par Lewis Shiner
- These Stones Will Remember par Reginald Bretnor
- En attendant le cataclysme (Waiting for the Earthquake) par Robert Silverberg
- Johnny Mnemonic (Johnny Mnemonic) par William Gibson
- Walden III (Walden Three) par Michael Swanwick
- La Forêt des mythagos (Mythago Wood) par Robert Holdstock
- Going Under par Jack Dann
- Blind Spot par Jayge Carr
- Des ombres sur le mur de la caverne (Shadows on the Cave Wall) par Nancy Kress
- Blue Apes par Phyllis Gotlieb
- Vent-garou (Werewind) par J. Michael Reaves
- A Thief in Ni-Moya par Robert Silverberg

#### 1983
Djinn, No Chaser par Harlan Ellison
- Willow par C. J. Cherryh
- Mythes d'un futur proche (Myths of the Near Future) par J. G. Ballard
- Les Veilleurs du feu (Fire Watch) par Connie Willis
- High Steel par Jack C. Haldeman II (en) et Jack Dann
- L'Essaim (Swarm) par Bruce Sterling
- The Gorgon par Tanith Lee
- Pawn's Gambit par Timothy Zahn
- Flare Time par Larry Niven
- Compréhension de la conduite humaine (Understanding Human Behavior) par Thomas M. Disch
- Nightlife par Phyllis Eisenstein
- Le Pape des chimpanzés (The Pope of the Chimps) par Robert Silverberg
- Aquila par S. P. Somtow
- Le Radeau (The Raft) par Stephen King
- Come Then, Mortal, We Will Seek Her Soul par Michael Shea
- Farmer on the Dole par Frederik Pohl
- Gravé sur chrome (Burning Chrome) par William Gibson
- The Little Dirty Girl par Joanna Russ
- Effets relativistes (Relativistic Effects) par Gregory Benford
- A Private Whale par Brian Aldiss
- Fenêtres aveugles (Blind Windows) par Garry Kilworth
- Helen, Whose Face Launched Twenty-Eight Conestoga Hovercraft par Leigh Kennedy

#### 1984
Le Régime du singe (The Monkey Treatment) par George R. R. Martin
- L'Air noir (Black Air) par Kim Stanley Robinson
- Les Oiseaux lents (Slow Birds) par Ian Watson
- Les Chants des leucocytes (Blood Music) par Greg Bear
- Chair à pavé (Street Meat) par Norman Spinrad
- Le Sidon dans le miroir (The Sidon in the Mirror) par Connie Willis
- Multiples (Multiples) par Robert Silverberg
- The Black Current par Ian Watson
- The Invasion of the Church of the Holy Ghost par Russell Kirk
- The Final Report on the Lifeline Experiment par Timothy Zahn
- La Fiancée du singe (The Monkey's Bride) par Michael Bishop
- The Mind of Medea par Kate Wilhelm
- Blind Shemmy par Jack Dann
- And the Marlin Spoke par Michael Bishop
- Remembering Siri par Dan Simmons
- La Reine des cigales (Cicada Queen) par Bruce Sterling
- Into Whose Hands par Karl Edward Wagner
- Belling Martha par Leigh Kennedy
- Étoile rouge, blanche orbite (Red Star, Winter Orbit) par Bruce Sterling et William Gibson
- In Whose Name Do We Seek the Quark? par Thomas Dulski
- Nunc dimittis (Nunc Dimittis) par Tanith Lee
- A Simple Case of Suicide par Marc Stiegler
- The Hills Behind Hollywood High par Avram Davidson et Grania Davis
- Deep Song par Reginald Bretnor
- Life on the Tether par Mark Wheeler
- A Day in the Life of Justin Argento Morrell par Greg Frost

#### 1985
Enfants de sang (Bloodchild) par Octavia E. Butler
- L'Homme qui peignit le dragon Griaule (The Man Who Painted the Dragon Griaule) par Lucius Shepard
- La Lune bleue (Blued Moon) par Connie Willis
- Le Lucky Strike (The Lucky Strike) par Kim Stanley Robinson
- With a Little Help From Her Friends par Michael Bishop
- The Kindly Isle par Frederik Pohl
- Silicon Muse par Hilbert Schenck (en)
- Summer Solstice par Charles L. Harness
- Bad Medicine par Jack Dann
- Corail noir (Black Coral) par Lucius Shepard
- Foreign Skins par Tanith Lee
- Freedom Beach par John Kessel et James Patrick Kelly
- Trojan Horse par Michael Swanwick
- Draco, Draco par Tanith Lee
- Demon Lover par M. Sargent MacKay
- Promises to Keep par Jack McDevitt
- Slowly, Slowly in the Wind par Rob Chilson
- Un message au roi de Brobdingnag (A Message to the King to Brobdingnag) par Richard Cowper
- Twilight Time par Lewis Shiner
- Three Days par Tanith Lee
- La Course (Another One Hits the Road) par Pat Cadigan
- Five Mercies par Michael Conner
- We Remember Babylon par Ian Watson

#### 1986
Le Paladin de l'heure perdue (Paladin of the Lost Hour) par Harlan Ellison
- The Fringe par Orson Scott Card
- Portrait de famille (Portraits of His Children) par George R. R. Martin
- Le Chasseur de jaguar (The Jaguar Hunter) par Lucius Shepard
- Duel aérien (Dogfight) par Michael Swanwick et William Gibson
- Assiégés (Under Siege) par George R. R. Martin
- Joyeux Noël, mes chéris ! (All My Darling Daughters) par Connie Willis
- A Gift from the GrayLanders par Michael Bishop
- The Road Not Taken par Harry Turtledove
- À l'assaut du cosmos (Storming the Cosmos) par Rudy Rucker et Bruce Sterling
- Leçon espagnole (A Spanish Lesson) par Lucius Shepard
- The Things That Happen par Frederik Pohl
- Mercuriale (Mercurial) par Kim Stanley Robinson
- La Fin de la vie (pour ce que nous en savons) (The End Of Life as We Know It) par Lucius Shepard
- Kitemistress par Keith Roberts
- Effets secondaires (Side Effects) par Walter Jon Williams
- The Slovo Stove par Avram Davidson
- Vilest Beast par Eric G. Iverson
- Rockabye Baby par S. C. Sykes
- Solstice (Solstice) par James Patrick Kelly
- Shanidar (Shanidar) par David Zindell
- O Happy Day! par Geoff Ryman
- Unferno par George Alec Effinger
- L'Homme vestibulaire (Vestibular Man) par Felix C. Gotschalk

#### 1987
Thor contre Captain America (Thor Meets Captain America) par David Brin
- Hatrack River par Orson Scott Card
- Fleur de verre (The Glass Flower) par George R. R. Martin
- Le Marché d'hiver (The Winter Market) par William Gibson
- Permafrost (Permafrost) par Roger Zelazny
- De l'espace / temps et du fleuve (Of Space-Time and the River) par Gregory Benford
- Aymara (Aymara) par Lucius Shepard
- Zone de feu Émeraude (Fire Zone Emerald) par Lucius Shepard
- L'Arcevoalo (The Arcevoalo) par Lucius Shepard
- Salvage par Orson Scott Card
- The Girl Who Fell into the Sky par Kate Wilhelm
- The Barbarian Princess par Vernor Vinge
- Windows par Ian Watson
- Hasard (Chance) par Connie Willis
- Fiddling for Waterbuffaloes par S. P. Somtow
- Le Plein d'ordinaire (Fill It With Regular) par Michael Shea
- Into Gold par Tanith Lee
- Contre Babylone (Against Babylon) par Robert Silverberg
- Le Beau et le Sublime (The Beautiful and the Sublime) par Bruce Sterling
- Video Star par Walter Jon Williams
- Cold Light par Ian Watson
- Des nouvelles de D Street (The News from D Street) par Andrew Weiner
- Le Prisonnier de Chillon (The Prisoner of Chillon) par James Patrick Kelly
- The Pure Product par John Kessel
- Voices par Michael Bishop
- La Porte aux Fantômes (The Gate of Ghosts) par Karen Joy Fowler
- Les Anges des tombes (Grave Angels) par Richard Kearns
- Survivre (Surviving) par Judith Moffett
- The Metaphysical Gun par Wayne Wightman

#### 1988
Rachel amoureuse (Rachel in Love) par Pat Murphy
- Ombres (Shades) par Lucius Shepard
- Petites bufflesses, voulez-vous sortir ce soir ? (Buffalo Gals, Won't You Come Out Tonight) par Ursula K. Le Guin
- Flowers of Edo par Bruce Sterling
- Dream Baby par Bruce McAllister
- America par Orson Scott Card
- Le Soir et le Matin et la Nuit (The Evening and the Morning and the Night) par Octavia E. Butler
- Frontière (On the Border) par Lucius Shepard
- Lui-Que-Nous-Attendons (He-We-Await) par Howard Waldrop
- Conte d'hiver (Winter's Tale) par Connie Willis
- Dinosaures (Dinosaurs) par Walter Jon Williams
- Runaway par Orson Scott Card
- Yanqui Doodle par James Tiptree, Jr
- A Hole in the Sun par Roger MacBride Allen
- La Lune et Michel-ange (The Moon and Michelangelo) par Ian Watson
- Perpetuity Blues par Neal Barrett, Jr.
- L'Aragne solaire (The Sun Spider) par Lucius Shepard
- L'Homme en forme de poire (The Pear-Shaped Man) par George R. R. Martin
- Au retour de Rainbow Bridge (The Return from Rainbow Bridge) par Kim Stanley Robinson
- Cage 37 par Wayne Wightman
- Adeste Fideles par Frederik Pohl
- La Faute à Skylab (Skylab Done It) par George Alec Effinger
- Second Going par James Tiptree, Jr
- Mandikini par Gregory Benford
- La Galerie de perroquets d'Oncle Dobbin (Uncle Dobbin's Parrot Fair) par Charles de Lint
- My Life as a Born Again Pig par Frederik Pohl
- At the Cross-Time Jaunter's Ball par Alexander Jablokov
- Les Figurants (Extras) par Robert Charles Wilson
- Dutchman par Jack McDevitt

#### 1989
The Function of Dream Sleep par Harlan Ellison
- Dowser par Orson Scott Card
- Do Ya, Do Ya, Wanna Dance? par Howard Waldrop
- Glacier par Kim Stanley Robinson
- Le Chat de Schrödinger (Schrödinger's Kitten) par George Alec Effinger
- Tel un serpent qui mue (The Earth Doth Like a Snake Renew) par James Tiptree, Jr
- Le Hob (The Hob) par Judith Moffett
- Les Lunatiques (The Lunatics) par Kim Stanley Robinson
- Le Lupanar ambulant de Ginny Hanches-de-Velours (Ginny Sweethips' Flying Circus) par Neal Barrett, Jr.
- Deux (Two) par Pat Cadigan
- Les Éléphants d'Hannibal (Hannibal's Elephants) par Robert Silverberg
- Les Amours de la femme-vampire (The Man Who Loved the Vampire Lady) par Brian Stableford
- Le Dernier Article (The Last Article) par Harry Turtledove
- Peaches for Mad Molly par Steven Gould
- Madame Two Swords par Tanith Lee
- My Year with the Aliens par Lisa Goldstein
- Love in Vain par Lewis Shiner
- The Courts of Xanadu par Charles Sheffield
- The Calling of Paisley Coldpony par Michael Bishop
- Sunrise par Jack McDevitt
- La Voie du dragon (The Dragon Line) par Michael Swanwick
- Under the Covenant Stars par John Barnes
- Sanctuary par James White
- Once in a Lullaby par Fred Bals
- Gut Feelings par Elizabeth Moon
- Portrait inachevé du Roi de la Douleur, par Van Gogh (Unfinished Portrait of the King of Pain by Van Gogh) par Ian McDonald
- Remember'd Kisses par Michael F. Flynn
- Fogarty & Fogarty par Elizabeth Engstrom
- Tea par Jack Dann

### Années 1990
| Sommaire : | - Haut - 1990 - 1991 - 1992 - 1993 - 1994 - 1995 - 1996 - 1997 - 1998 - 1999 |

#### 1990
Trottecaniche (Dogwalker) par Orson Scott Card
- Entre un soldat, puis un autre (Enter a Soldier. Later: Enter Another) par Robert Silverberg
- Au Rialto (At the Rialto) par Connie Willis
- Toucher le ciel (For I Have Touched the Sky) par Mike Resnick
- Sisters par Greg Bear
- The Price of Oranges par Nancy Kress
- En route pour la gloire (Bound for Glory) par Lucius Shepard
- Capitulation (Surrender) par Lucius Shepard
- Everything But Honor par George Alec Effinger
- Fièvre guerrière (War Fever) par J. G. Ballard
- Steel Dogs par Ray Aldridge
- Une journée comme une autre (Just Another Perfect Day) par John Varley
- A Sad Last Love at the Diner of the Damned par Edward Bryant
- The Loch Moose Monster par Janet Kagan
- Sleepside Story par Greg Bear
- La Dame d'Argent et le Quadragénaire (Silver Lady and the Fortyish Man) par Megan Lindholm
- The Gentle Seduction par Marc Stiegler
- La Meilleure part de nous-même (The Part of Us That Loves) par Kim Stanley Robinson
- Le Sommeil et l'Oubli (A Sleep and a Forgetting) par Robert Silverberg
- Variqueux sont les ténias (Varicose Worms) par Scott Baker
- Listen par Ian McDonald
- Fast Cars par Kristine Kathryn Rusch
- Not Without Honor par Judith Moffett
- The Sin-Eater of the Kaw par Bradley Denton
- Misbegotten par Michael P. Kube-McDowell
- Miss Carstairs and the Merman par Delia Sherman
- The Third Sex par Alan Brennert
- Snow Angels par Michael Swanwick
- 2723 A.U.C. : Vers la Terre promise (To the Promised Land) par Robert Silverberg
- On the Wings of a Butterfly par Michael F. Flynn
- Faith par James Patrick Kelly

#### 1991
Le Lit de l'entropie à minuit (Entropy's Bed at Midnight) par Dan Simmons
- Le Jardin d'enfants du Docteur Pak (Dr. Pak's Preschool) par David Brin
- L'Histoire des Shobies (The Shobies' Story) par Ursula K. Le Guin
- La Tour de Babylone (Tower of Babylon) par Ted Chiang
- And the Angels Sing par Kate Wilhelm
- A Braver Thing par Charles Sheffield
- Envahisseurs (Invaders) par John Kessel
- Piecework par David Brin
- Inertia par Nancy Kress
- Le Grand Dévoreur (The All-Consuming) par Lucius Shepard et Robert Frazier
- The Shores of Bohemia par Bruce Sterling
- Le Coffre-fort (The Safe-Deposit Box) par Greg Egan
- Toward Kilimanjaro par Ian McDonald
- The Coon Rolled Down and Ruptured His Larinks, a Squeezed Novel by Mr. Skunk par Dafydd ab Hugh
- Mrs. Byres and the Dragon par Keith Roberts
- UFO par Michael Swanwick
- Ciel brûlant (Hot Sky) par Robert Silverberg
- Hyena Eyes par Ray Aldridge
- La Caresse (The Caress) par Greg Egan
- L'Heure des comptes (Timekeeper) par John Morressy
- The Last Feast of Harlequin par Thomas Ligotti
- Transit of Betelgeuse par Robert R. Chase
- Chaff par Robert Reed
- Limekiller at Large par Avram Davidson
- The Death Artist par Alexander Jablokov
- The Haunted Boardinghouse par Gene Wolfe
- Simulation Six par Steven Gould
- Stephen par Elizabeth Massie
- The Spiral Dance par R. Garcia y Robertson

#### 1992
Tous les enfants de Dracula (All Dracula's Children) par Dan Simmons
- Fin de Cyclé par Howard Waldrop
- La Fin de la matière (Matter's End) par Gregory Benford
- Un sujet en or (Gold) par Isaac Asimov
- Verre noir (Black Glass) par Karen Joy Fowler
- Miracle par Connie Willis
- Over There par Mike Resnick
- Ce qui continue... et ce qui échoue (What Continues, What Fails...) par David Brin
- Histoire illustrée du XXe siècle (A History of the Twentieth Century, with Illustrations) par Kim Stanley Robinson
- Mairzy Doats par Paul Di Filippo
- La Better Boy (The Better Boy) par James P. Blaylock et Tim Powers
- Dispatches from the Revolution par Pat Cadigan
- Comprends (Understand) par Ted Chiang
- Traveling West par Pat Murphy
- Living Will par Alexander Jablokov
- Les Mordus de la mimétique (What Eats You) par Norman Spinrad
- The Invisible Worm par Brian Stableford
- The Return of Weird Frank par Allen Steele
- Rien ne sert de courir (A Tip on a Turtle) par Robert Silverberg
- Standing in Line with Mister Jimmy par James Patrick Kelly
- The Happy Man par Jonathan Lethem
- Water Bringer par Mary Rosenblum
- Neige à Sugar Mountain (Snow on Sugar Mountain) par Elizabeth Hand
- Life Regarded as a Jigsaw Puzzle of Highly Lustrous Cats par Michael Bishop
- The Will of God par Keith Roberts
- L'Arbre aux épines (The Ragthorn) par Robert Holdstock et Garry Kilworth

#### 1993
Danny Goes to Mars par Pamela Sargent
- True Faces par Pat Cadigan
- Jouvence (Looking for the Fountain) par Robert Silverberg
- La Bête des terres intérieures (Beast of the Heartland) par Lucius Shepard
- Vers les ténèbres (Into Darkness) par Greg Egan
- Poussière (Dust) par Greg Egan
- Come Back to the Killing Ground, Alice, My Love par Roger Zelazny
- In the Stone House par Barry N. Malzberg
- Horse Meat par Brian Aldiss
- Vanilla Dunk par Jonathan Lethem
- Jumping the Road par Jack Dann
- The Vulture Maiden par Marc Laidlaw
- Breakfast Cereal Killers par R. Garcia y Robertson
- The Satanic Illusion par Lyon Sprague de Camp
- The Stone Garden par Mary Rosenblum
- Chimaera par Barry B. Longyear
- Suppose They Gave a Peace... par Susan Shwartz
- Chimères (Prison Dreams) par Paul J. McAuley
- Sepoy par Tom Purdom
- Trail of Crumbs par Melanie Tem
- The Best and the Rest of James Joyce par Ian McDonald
- Au mois d'Athyr (In the Month of Athyr) par Elizabeth Hand
- Innocents par Ian McDonald

#### 1994
Mourir à Bangkok (Death in Bangkok) par Dan Simmons
- Morts sur le Nil (Death on the Nile) par Connie Willis
- L'ombre le sait (The Shadow Knows) par Terry Bisson
- Deep Eddy par Bruce Sterling
- Cush par Neal Barrett, Jr.
- Georgia on My Mind par Charles Sheffield
- L'Angleterre lève l'ancre (England Underway) par Terry Bisson
- The Beauty Addict par Ray Aldridge
- The Franchise par John Kessel
- Inn par Connie Willis
- Darker Angels par S. P. Somtow
- Swan Song par Gregory Bennett
- Paille au vent (Chaff) par Greg Egan
- The Spook-Box of Theodore Delafont De Brooks par Avram Davidson
- Suicidal Tendencies par Dave Smeds
- Papa par Ian R. MacLeod
- The Hound of Merin par Eleanor Arnason
- The Arrival of Truth par Kristine Kathryn Rusch
- Chemistry par James Patrick Kelly
- Friendship Bridge par Brian Aldiss
- The Death Addict par Barry B. Longyear

#### 1995
L'Enfant de Mars (The Martian Child) par David Gerrold
- Adaptation (Adaptation) par Connie Willis
- Solitude (Solitude) par Ursula K. Le Guin
- Cocon (Cocoon) par Greg Egan
- Nekropolis par Maureen F. McHugh
- De vagues connaissances (A Little Knowledge) par Mike Resnick
- Le Trou dans le trou (The Hole in the Hole) par Terry Bisson
- The Lovers par Eleanor Arnason
- Le Pêcheur de la mer intérieure (Another Story or A Fisherman of the Inland Sea) par Ursula K. Le Guin
- Paris en juin (Paris in June) par Pat Cadigan
- Les Habitudes singulières des guêpes (The Singular Habits of Wasps) par Geoffrey A. Landis
- La Question de Seggri (The Matter of Seggri) par Ursula K. Le Guin
- Good with Rice par John Brunner
- Notre-Dame de Tchernobyl (Our Lady of Chernobyl) par Greg Egan
- Rat par Mary Rosenblum
- The God Who Slept with Women par Brian Aldiss
- Summer and Ice par Alexander Jablokov
- Tin Angel par G. David Nordley et H. G. Stratmann
- Artistic License par Carrie Richerson
- The Tree of Life par Brian Stableford
- Stride par Robert Reed
- The Joe Show par Terry Bisson

#### 1996
Quand meurent les vieux dieux (When the Old Gods Die) par Mike Resnick
- Ether, ou (Ether OR) par Ursula K. Le Guin
- À l'image des dinosaures (Think Like a Dinosaur) par James Patrick Kelly
- Les Tapis de Wang (Wang's Carpets) par Greg Egan
- Évolution (Evolution) par Nancy Kress
- Puberté en Karhaïde (Coming of Age in Karhide) par Ursula K. Le Guin
- For White Hill par Joe Haldeman
- I, Iscariot par Michael Bishop
- The Good Rat par Allen Steele
- A Worm in the Well par Gregory Benford
- Les Hommes-Fourmis du Tibet (The Ant-Men of Tibet) par Stephen Baxter
- Radieux (Luminous) par Greg Egan
- Must and Shall par Harry Turtledove
- Judgment Engine par Greg Bear
- Déjeuner au Gotham Café (Lunch at the Gotham Café) par Stephen King
- Lama (TAP) par Greg Egan
- Le Jour de l'Astronef (Starship Day) par Ian R. MacLeod
- Recording Angel par Paul J. McAuley
- Gone to Glory par R. Garcia y Robertson
- Vif Argent (Silver Fire) par Greg Egan
- Waging Good par Robert Reed
- Ce rouge éclat est le matin (The Red Blaze is the Morning) par Robert Silverberg

#### 1997
Coutumes montagnardes (Mountain Ways) par Ursula K. Le Guin
- Le Bord de l'univers (The Edge of the Universe) par Terry Bisson
- À l'est d'Éden (The Land of Nod) par Mike Resnick
- Le Réparateur de bicyclette (Bicycle Repairman) par Bruce Sterling
- Beauty and the Opéra or The Phantom Beast par Suzy McKee Charnas
- The Dog's Story par Eleanor Arnason
- A Dry, Quiet War par Tony Daniel
- Les Fleurs de la prison d'Aulite (The Flowers of Aulit Prison) par Nancy Kress
- Radio Waves (Radio Waves) par Michael Swanwick
- The Man in the Pepper Mill par Gene Wolfe
- Age of Aquarius par William Barton
- The First Law of Thermodynamics par James Patrick Kelly
- Amends par John Brunner
- After a Lean Winter par Dave Wolverton
- Martian Valkyrie par G. David Nordley
- Try and Kill It par Gene Wolfe
- Kronos par Allen Steele
- The Peacock Throne par Charles Sheffield
- Out of the Mouths par Sheila Finch
- Diane aux cents seins (Diana of the Hundred Breasts) par Robert Silverberg
- The Longer Voyage par Michael Cassutt
- The Three Labors of Bubba par Bud Webster
- Nonstop to Portales par Connie Willis
- In the Upper Room par Terry Bisson

#### 1998
Chronique de Noël (Newsletter) par Connie Willis
- Lune Six (Moon Six) par Stephen Baxter
- Léthé (Lethe) par Walter Jon Williams
- Galaxia par Gregory Benford
- Des raisons d'être heureux (Reasons to be Cheerful) par Greg Egan
- La Licorne de Julie (Julie's Unicorn) par Peter S. Beagle
- Sauterelle notre mère (Mother Grasshopper) par Michael Swanwick
- We Will Drink a Fish Together... par Bill Johnson
- Les Flûtes de Pan (The Pipes of Pan) par Brian Stableford
- Issue de secours (Escape Route) par Peter F. Hamilton
- Echoes par Alan Brennert
- Beauty in the Night par Robert Silverberg
- Blood and Judgment par John Brunner
- Second Skin par Paul J. McAuley
- Trois audiences sur l'existence de serpents dans le système sanguin humain (Three Hearings on the Existence of Snakes in the Human Bloodstream) par James Alan Gardner
- L'Os de Londres (London Bone) par Michael Moorcock
- The Dragons of Springplace par Robert Reed
- El Castillo de la Perseverancia par Howard Waldrop
- Après Kerry (After Kerry) par Ian McDonald
- On the Ice Islands par Gregory Feeley (en)
- The Undiscovered par William Sanders
- Quinn's Way par Dale Bailey
- The Botanist par Mary Rosenblum
- Crossing Chao Meng Fu par G. David Nordley
- Résidus (Residuals) par Paul J. McAuley et Kim Newman

#### 1999
La Plongée de Planck (The Planck Dive) par Greg Egan et Taklimakan (Taklamakan) par Bruce Sterling (ex æquo)
- All the Birds of Hell par Tanith Lee
- Echea (Echea) par Kristine Kathryn Rusch
- Lovestory par James Patrick Kelly
- 1951 A.U.C. : En atendant la fin (Waiting for the End) par Robert Silverberg
- Divisé par l'infini (Divided by Infinity) par Robert Charles Wilson
- Steamship Soldier on the Information Front par Nancy Kress
- Au son de musiques inconnues (A Dance to Strange Musics) par Gregory Benford
- Starfall par R. Garcia y Robertson
- Lost Girls par Jane Yolen
- Approaching Perimelasma par Geoffrey A. Landis
- Zwarte Piet's Tale par Allen Steele
- The Barrier par Stephen Baxter
- Rules of Engagement par Michael F. Flynn
- Brown Dust par Esther M. Friesner
- A Life on Mars par G. David Nordley
- The Picture Business par Walter Jon Williams
- The Flying Dutchman par John Varley
- The Rainmaker par Mary Rosenblum
- The Eye of God par Mary Rosenblum
- The Allies par Mark S. Geston
- Les Jardins de Saturne (The Gardens of Saturn) par Paul J. McAuley
- Down in the Dark par William Barton
- Le Temps du retour (Home Time) par Ian R. MacLeod
- Apprendre à te connaître (Getting to Know You) par David Marusek
- The Mercy Gate par Mark J. McGarry
- Transit par Stephen Dedman
- The GUAC Bug par Charles L. Harness
- Time Gypsy par Ellen Klages (en)

### Années 2000
| Sommaire : | - Haut - 2000 - 2001 - 2002 - 2003 - 2004 - 2005 - 2006 - 2007 - 2008 - 2009 |

#### 2000
Gardes-frontières (Border Guards) par Greg Egan et Huddle par Stephen Baxter (ex æquo)
- Le Cycle du Centre galactique : Une soif d'infini (A Hunger for the Infinite) par Gregory Benford
- Les Insomniaques : Méfiez-vous du chien qui dort... (Sleeping Dogs) par Nancy Kress
- Mount Olympus par Ben Bova
- A Martian Romance par Kim Stanley Robinson
- La Viandeuse (The Chop Girl) par Ian R. MacLeod
- Rosenoire et Diamant (Darkrose and Diamond) par Ursula K. Le Guin
- Chevalier des spectres et des ombres (A Knight of Ghosts and Shadows) par Gardner Dozois
- Le Réceptacle (Vessel) par Orson Scott Card
- 1365 A.U.C. : Un héros de l'Empire (A Hero of the Empire) par Robert Silverberg
- Dapple: A Hwarhath Historical Romance par Eleanor Arnason
- Stellar Harvest par Eleanor Arnason
- How to Make Unicorn Pie par Esther M. Friesner
- The Secret History of the Ornithopter par Jan Lars Jensen
- Green Acres par Allen Steele
- 1016 to 1 par James Patrick Kelly
- Smart Alec par Kage Baker
- Game of the Century par Robert Reed
- Nodaway par Robert Reed
- The Last Man on the Moon par Scott Edelman
- 2543 A.U.C. : Se familiariser avec le dragon (Getting to Know the Dragon) par Robert Silverberg
- Du dharma plein les poches (Pocketful of Dharma) par Paolo Bacigalupi
- Daddy's World par Walter Jon Williams
- Vultures par Stephen L. Burns
- Fossil Games par Tom Purdom
- The Queen of Erewhon par Lucy Sussex

#### 2001
L'Anniversaire du monde (The Birthday of the World) par Ursula K. Le Guin
- On the Orion Line par Stephen Baxter
- Snowball in Hell par Brian Stableford
- Bloody Bunnies par Bradley Denton
- Les Éléphants de Poznan (The Elephants of Poznan) par Orson Scott Card
- L'Autre Côté (The Other Side) par James P. Blaylock
- Lincoln in Frogmore par Andy Duncan
- Merlin's Gun par Alastair Reynolds
- The Rift par Paul J. McAuley
- Primes par Lewis Shiner
- Millennium Babies par Kristine Kathryn Rusch
- Chitty Bang Bang par Ian R. MacLeod
- The Pottawatomie Giant par Andy Duncan
- Feel the Zaz par James Patrick Kelly
- Des œufs propices (Auspicious Eggs) par James Morrow
- Wetlands Preserve par Nancy Kress
- The Cloud Man par Eleanor Arnason
- Bird Herding par R. Garcia y Robertson
- Le Genévrier (The Juniper Tree) par John Kessel
- The Gulf par Robert Reed
- Open Loops par Stephen Baxter
- In Shock par Joyce Carol Oates
- Hideaway par Alastair Reynolds
- The Prophet Ugly par Robert Reed
- Hybride (Hybrid) par Robert Reed
- Le Mariage de la Dryade (The Dryad's Wedding) par Robert Charles Wilson
- Récif (Reef) par Paul J. McAuley
- Tenebrio par Brian Stableford
- Chanterelle par Brian Stableford
- The Alien Abduction par James L. Cambias

#### 2002
L'Enfer, quand Dieu n'est pas présent (Hell Is the Absence of God) par Ted Chiang
- Dans le grand marais (On the High Marsh) par Ursula K. Le Guin
- Sur le K2 avec Kanakaredes (On K2 with Kanakaredes) par Dan Simmons
- The Lady of the Winds par Poul Anderson
- Du haut de sa croix (The Old Rugged Cross) par Terry Bisson
- Isabel des feuilles mortes (Isabel of the Fall) par Ian R. MacLeod
- Lobsters par Charles Stross
- The Days Between par Allen Steele
- Annulé (Undone) par James Patrick Kelly
- Dans le non-noir (In the Un-Black) par Stephen Baxter
- Life on Earth par Pat Cadigan
- Have Not Have par Geoff Ryman
- The Measure of All Things par Richard Chwedyk
- Computer Virus par Nancy Kress
- The Other Real World par Howard Waldrop
- The Quijote Robot par Robert Sheckley
- Les Guerres des rhidos (Rhido Wars) par Neal Barrett, Jr.
- Monster Story par Kage Baker
- This Shape We're In par Jonathan Lethem
- And No Such Things Grow Here par Nancy Kress
- Into Greenwood par Jim Grimsley
- Firebird par R. Garcia y Robertson
- Know How, Can Do par Michael Blumlein
- Les Deux Dick (The Two Dicks) par Paul J. McAuley
- Major Spacer in the 21st Century par Howard Waldrop
- Neutrino Drag par Paul Di Filippo
- Doing the Unstuck par Paul Di Filippo
- First to the Moon! par Stephen Baxter et Simon Bradshaw
- The Boy par Robert Reed
- The Return of Spring par Shane Tourtellotte
- Troubadour par Charles Stross
- The Ferryman's Wife par Richard Bowes
- The Cat's Pajamas par James Morrow
- Mirror par Robert Reed
- The Applesauce Monster par Kage Baker
- The Dread and Fear of Kings par Richard Paul Russo
- More Adventures on Other Planets par Michael Cassutt

#### 2003
La Fille feu follet (The Wild Girls) par Ursula K. Le Guin
- Aimer ce que l'on voit : un documentaire (Liking What You See: A Documentary) par Ted Chiang
- A Walking Tour of the Shambles par Gene Wolfe et Neil Gaiman
- Vie lente (Slow Life) par Michael Swanwick
- Halo par Charles Stross
- Lull par Kelly Link
- The Clear Blue Seas of Luna par Gregory Benford
- A Martian Theodicy par Paul Di Filippo
- Tourist par Charles Stross
- In for a Penny or The Man Who Believed in Himself par James P. Blaylock
- The Big Rock Candy Mountain par Andy Duncan
- Lying to Dogs par Robert Reed
- Que ça parle de la mer (Something by the Sea) par Jeffrey Ford
- The Weight of Words par Jeffrey Ford
- Madonna of the Maquiladora par Gregory Frost
- Presence par Maureen F. McHugh
- La Sorcière perdue (Lost Sorceress of the Silent Citadel) par Michael Moorcock
- The Likely Lad par Kage Baker
- Little Red's Tango par Peter Straub
- V.A.O. par Geoff Ryman
- The Hidden Place par Ian McDonald
- We Come Not to Praise Washington par Charles Coleman Finlay
- Chichen Itza par Alexander C. Irvine
- Le vieux cosmonaute et l'ouvrier du bâtiment rêvent de Mars (The Old Cosmonaut and the Construction Worker Dream of Mars) par Ian McDonald
- The Passenger par Paul J. McAuley
- A Flock of Birds par James Van Pelt (en)
- L'Histoire véritable (The Real Story) par Alastair Reynolds
- Look Away par Stephen L. Burns
- The Most Famous Little Girl in the World par Nancy Kress
- Watching Matthew par Damon Knight
- Our Friend Electricity par Ron Wolfe
- Pavane for a Prince of the Air par Elizabeth Hand
- The Children's Crusade par Robert Reed

#### 2004
Une étude en vert (A Study in Emerald) par Neil Gaiman
- Le Monarque de la vallée (The Monarch of the Glen) par Neil Gaiman
- L'Empire de la crème glacée (The Empire of Ice Cream) par Jeffrey Ford
- La Présence (Only Partly Here) par Lucius Shepard
- Breeding Ground par Stephen Baxter
- Amères Moutures (Bitter Grounds) par Neil Gaiman
- The Chop Line par Stephen Baxter
- Presque chez soi (Almost Home) par Terry Bisson
- Onde de choc (The Hydrogen Wall) par Gregory Benford
- Les Légions du temps (Legions in Time) par Michael Swanwick
- The Fluted Girl par Paolo Bacigalupi
- The Devils in the Details par James P. Blaylock
- King Dragon par Michael Swanwick
- L'Homme à la cloche (The Bellman) par John Varley
- Nightfall par Charles Stross
- The Door Gunner par Michael Bishop
- Amnesty par Octavia E. Butler
- The Census Taker par Dale Bailey
- Images d’une expédition (Pictures from an Expedition) par Alexander C. Irvine
- Junk DNA par Rudy Rucker et Bruce Sterling
- Clouds and Cold Fires par Paul Di Filippo
- The Hortlak par Kelly Link
- Dragon's Gate par Pat Murphy
- Hexagons par Robert Reed
- Peau de chat (Catskin) par Kelly Link
- Child of the Stones par Paul J. McAuley
- Old Virginia par Laird Barron (en)
- Vandoise and the Bone Monster par Alexander C. Irvine
- Bernardo's House par James Patrick Kelly
- Anomalous Structures of My Dreams par M. Shayne Bell

#### 2005
Le Sac à main féerique (The Faery Handbag) par Kelly Link et Compte-rendu de certains événements survenus à Londres (Reports of Certain Events in London) par China Miéville (ex æquo)
- Proie (Quarry) par Peter S. Beagle
- Three Days in a Border Town par Jeff VanderMeer
- Men Are Trouble par James Patrick Kelly
- PeriAndry's Quest par Stephen Baxter
- The Voluntary State par Christopher Rowe
- Observable Things par Paul Di Filippo
- The Word that Sings the Scythe par Michael Swanwick
- The Lost Pilgrim par Gene Wolfe
- Gens du sable et de la poussière (The People of Sand and Slag) par Paolo Bacigalupi
- The Little Stranger par Gene Wolfe
- A Night in the Tropics par Jeffrey Ford
- The Catch par Kage Baker
- The Silver Dragon par Elizabeth A. Lynn
- The Tang Dynasty Underwater Pyramid par Walter Jon Williams
- Leaving His Cares Behind Him par Kage Baker
- Super 8 par Terry Bisson
- Flat Diane par Daniel Abraham
- Mere par Robert Reed
- The Clapping Hands of God par Michael F. Flynn
- The Garden: A Hwarhath Science Fictional Romance par Eleanor Arnason
- The Fear Gun par Judith Berman
- Mr. Aickman's Air Rifle par Peter Straub
- Q par John Grant
- The Dragons of Summer Gulch par Robert Reed
- Pat Moore (Pat Moore) par Tim Powers
- Biographical Notes to ‘A Discourse on the Nature of Causality, with Air-Planes' by Benjamin Rosenbaum par Benjamin Rosenbaum
- Animaux de pierre (Stone Animals) par Kelly Link
- Riding the White Bull par Caitlín R. Kiernan
- The Seal Hunter par Charles Coleman Finlay
- Martyrs of the Upshot Knothole par James Morrow
- Inappropriate Behavior par Pat Murphy
- CATNYP par Delia Sherman
- Leviathan Wept par Daniel Abraham
- The Gladiator's War: A Dialog par Lois Tilton

#### 2006
Les Robots (I, Robot) par Cory Doctorow
- Two Hearts par Peter S. Beagle
- The Emperor of Gondwanaland par Paul Di Filippo
- The King of Where-I-Go par Howard Waldrop
- A Knot of Toads par Jane Yolen
- A Man of Light par Jeffrey Ford
- Wax par Elizabeth Bear
- The Last Ten Years in the Life of Hero Kai par Geoff Ryman
- Girls and Boys, Comes Out to Play par Michael Swanwick
- L'Homme des calories (The Calorie Man) par Paolo Bacigalupi
- The Gist Hunter par Matthew Hughes
- The Scribble Mind par Jeffrey Ford
- Softly Spoke the Gabbleduck par Neal Asher
- Bad Machine par Kage Baker
- The Blemmye's Stratagem par Bruce Sterling
- Beyond the Aquila Rift par Alastair Reynolds
- Le Dernier de la file (Last Man Standing) par Esther M. Friesner
- The Canadian Who Came Almost All the Way Home From the Stars par Jay Lake et Ruth Nestvold
- The Language of Moths par Christopher Barzak (en)
- The Edge of Nowhere par James Patrick Kelly
- Oxygen Rising par R. Garcia y Robertson
- Bleu Zima (Zima Blue) par Alastair Reynolds
- Deuxième personne du singulier (Second Person, Present Tense) par Daryl Gregory
- The Fraud par Esther M. Friesner
- The Unfortunate Gytt par Kage Baker
- The 120 Hours of Sodom par Jim Grimsley
- Rats of the System par Paul J. McAuley
- Gold Mountain par Chris Roberson
- Dallas: An Essay par Robert Reed

#### 2007
When Sysadmins Ruled the Earth par Cory Doctorow
- La Jolie Fille de Pol Pot (Pol Pot's Beautiful Daughter) par Geoff Ryman
- I, Row-Boat par Cory Doctorow
- Le Whiskey nocturne (The Night Whiskey) par Jeffrey Ford
- The Singularity Needs Women! par Paul Di Filippo)
- Salt Wine par Peter S. Beagle
- In the House of the Seven Librarians par Ellen Klages (en)
- L'Épouse du djinn (The Djinn's Wife) par Ian McDonald
- Le Yellow Card (Yellow Card Man) par Paolo Bacigalupi
- Une âme dans une bouteille (A Soul in a Bottle) par Tim Powers
- El Regalo par Peter S. Beagle
- Contrefactuel (Counterfactual) par Gardner Dozois
- Wane par Elizabeth Bear
- Kansas, She Says, Is the Name of the Star par R. Garcia y Robertson
- Lessons with Miss Gray par Theodora Goss
- Signal to Noise par Alastair Reynolds
- Le Théâtre cartésien (The Cartesian Theater) par Robert Charles Wilson
- The Pacific Mystery par Stephen Baxter
- What Used to Be Good Still Is par Emma Bull
- Jack o'Lantern par Patricia A. McKillip
- Bow Shock par Gregory Benford
- Shambhala par Alexander C. Irvine
- Okanoggan Falls par Carolyn Ives Gilman
- Dawn, and Sunset, and the Colours of the Earth par Michael F. Flynn
- Dead Men Walking par Paul J. McAuley
- Tiger, Burning par Alastair Reynolds
- Chandail par Peter S. Beagle
- Incarnation Day par Walter Jon Williams
- Journey into the Kingdom par M. Rickert
- Femaville 29 par Paul Di Filippo
- The Highway Men par Ken MacLeod
- A Flight of Numbers Fantastique Strange par Beth Bernobich
- Every Hole Is Outlined par John Barnes
- Sous le soleil ou le rocher (Sunlight or Rock) par John Kessel
- A Siege of Cranes par Benjamin Rosenbaum
- ...the darkest evening of the year... par Candas Jane Dorsey
- Home Movies par Mary Rosenblum
- I'll Give You My Word par Diana Wynne Jones
- Dead Man par Alexander Jablokov
- The Christmas Witch par M. Rickert

#### 2008
The Witch's Headstone par Neil Gaiman
- Le Marchand et la Porte de l'alchimiste (The Merchant and the Alchemist's Gate) par Ted Chiang
- Les Entiers sombres (Dark Integers) par Greg Egan
- We Never Talk About My Brother par Peter S. Beagle
- Trunk and Disorderly par Charles Stross
- Wikiworld par Paul Di Filippo
- The Cambist and Lord Iron: A Fairy Tale of Economics par Daniel Abraham
- Urdumheim (Urdumheim) par Michael Swanwick
- Cryptic Coloration par Elizabeth Bear
- The Magic Animal par Gene Wolfe
- Kiosk par Bruce Sterling
- Gloire (Glory) par Greg Egan
- À contre-courant (Against the Current) par Robert Silverberg
- Winter's Wife par Elizabeth Hand
- Light par Kelly Link
- Hellfire at Twilight par Kage Baker
- The Skysailor's Tale par Michael Swanwick
- Finisterra (Finisterra) par David Moles (en)
- The Constable of Abal par Kelly Link
- A Diorama of the Infernal Regions, or The Devil's Ninth Question par Andy Duncan
- The Surgeon's Tale par Jeff VanderMeer et Cat Rambo
- An Ocean is a Snowflake, Four Billion Miles Away par John Barnes
- The Bone Man par Frederic S. Durbin
- Holly and Iron par Garth Nix
- The Sky is Large and the Earth is Small par Chris Roberson
- Dance of Shadows par Fred Chappell
- The Evolution of Trickster Stories Among the Dogs of North Park After the Change par Kij Johnson
- The Forest par Laird Barron (en)
- Safeguard par Nancy Kress
- Les Six du sorcier (Wizard's Six) par Alexander C. Irvine
- Princess Lucinda and the Hound of the Moon par Theodora Goss
- Crossing the Seven par Jay Lake

#### 2009
La Pompe six (Pump Six) par Paolo Bacigalupi
- L'Éclosion des Shoggoths  (Shoggoths in Bloom) par Elizabeth Bear
- The Things that Make Me Weak and Strange Get Engineered Away par Cory Doctorow
- The Ice War par Stephen Baxter
- Orgueil et Prométhée (Pride and Prometheus) par John Kessel
- The Rabbi's Hobby par Peter S. Beagle
- Nuits cristallines (Crystal Nights) par Greg Egan
- The Gambler par Paolo Bacigalupi
- Turing's Apples par Stephen Baxter
- Five Thrillers par Robert Reed
- Uncle Chaim and Aunt Rifke and the Angel par Peter S. Beagle
- L'Heure de Babel (The Hour of Babel) par Tim Powers
- The Star Surgeon's Apprentice par Alastair Reynolds
- Le Continent perdu (Lost Continent) par Greg Egan
- Si les anges livrent combat (If Angels Fight) par Richard Bowes
- Days of Wonder par Geoff Ryman
- Conversation Hearts par John Crowley
- The Ray-Gun: A Love Story par James Alan Gardner
- The Tale of Junko and Sayuri par Peter S. Beagle
- Fury par Alastair Reynolds
- Memory Dog par Kathleen Ann Goonan
- Radio Station St. Jack par Neal Barrett, Jr.
- Machine Maid par Margo Lanagan
- Special Economics par Maureen F. McHugh
- L'Assassin-poussière (The Dust Assassin) par Ian McDonald
- Un beau parti (An Eligible Boy) par Ian McDonald
- An Alien Heresy par S. P. Somtow
- Beyond the Sea Gate of the Scholar-Pirates of Sarsköe par Garth Nix
- Following the Pharmers par Brian Stableford

### Années 2010
| Sommaire : | - Haut - 2010 - 2011 - 2012 - 2013 - 2014 - 2015 - 2016 - 2017 - 2018 - 2019 |

#### 2010
By Moonlight par Peter S. Beagle
- It Takes Two par Nicola Griffith
- L'Île (The Island) par Peter Watts
- First Flight par Mary Robinette Kowal
- Eros, Philia, Agape par Rachel Swirsky (en)
- La Proclamation de Sylgarmo (Sylgarmo's Proclamation) par Lucius Shepard
- The Cat Who Walked a Thousand Miles par Kij Johnson
- Zeppelin City par Michael Swanwick et Eileen Gunn
- Utriusque Cosmi (Utriusque Cosmi) par Robert Charles Wilson
- Secret Identity par Kelly Link
- Mongoose par Sarah Monette et Elizabeth Bear
- Events Preceding the Helvetican Renaissance par John Kessel
- Truth and Bone par Pat Cadigan
- Galapagos par Caitlín R. Kiernan
- Le Cru véritable d'Erzuine Thale (The True Vintage of Erzuine Thale) par Robert Silverberg
- Un jeune homme de mauvaise vie (A Wild and a Wicked Youth par Ellen Kushner
- Formidable Caress par Stephen Baxter
- This Peaceable Land; or, The Unbearable Vision of Harriet Beecher Stowe par Robert Charles Wilson
- The Dragaman's Bride par Andy Duncan
- Lion Walk par Mary Rosenblum
- A Weeping Czar Beholds the Fallen Moon par Ken Scholes
- Dents de dragon (Dragon's Teeth) par Alexander C. Irvine
- The Best Monkey par Daniel Abraham
- Dragon's Deep par Cecelia Holland
- Yes We Have No Bananas par Paul Di Filippo
- Twilight of the Gods par John C. Wright
- Lowland Sea par Suzy McKee Charnas
- Économancien (Economancer) par Carolyn Ives Gilman
- Balfour and Meriwether in the Adventure of the Emperor's Vengeance par Daniel Abraham
- Black Swan par Bruce Sterling
- SinBad the Sand Sailor par R. Garcia y Robertson
- Vanishing par Peter S. Beagle
- Cracklegrackle par Justina Robson
- Technicolor par John Langan (en)
- White Charles par Sarah Monette
- Clockatrice par Tanith Lee
- Each Thing I Show You Is a Piece of My Death par Gemma Files (en) et Stephen J. Barringer

#### 2011
« La vérité est une caverne dans les montagnes noires... » (The Truth Is a Cave in the Black Mountains) par Neil Gaiman
- The Mad Scientist’s Daughter par Theodora Goss
- Plus or Minus par James Patrick Kelly
- Une mission foireuse (The Fool Jobs) par Joe Abercrombie
- Marya and the Pirate par Geoffrey A. Landis
- Un millier de fleurs (A Thousand Flowers) par Margo Lanagan
- The Naturalist par Maureen F. McHugh
- Goats of Glory par Steven Erikson
- In the Stacks par Scott Lynch
- Map of Seventeen par Christopher Barzak (en)
- Sleepover par Alastair Reynolds
- Eating at the End-of-the-World Café par Dale Bailey
- A Jar of Goodwill par Tobias S. Buckell
- Prendre soin de son bébé licorne (tueuse) (The Care and Feeding of Your Baby Killer Unicorn) par Diana Peterfreund
- La lune t'attend par Peter S. Beagle
- Le Littéromancien (The Literomancer) par Ken Liu
- Pining to be Human par Richard Bowes
- Trinity County, CA par Peter S. Beagle
- Blind Cat Dance par Alexander Jablokov
- Amor Vincit Omnia par K. J. Parker
- --30-- par Laird Barron (en)
- Seven Years from Home par Naomi Novik
- Amor Fugit par Alexandra Duncan
- A Rich Full Week par K. J. Parker
- The Cage par A. M. Dellamonica
- Eight Miles par Sean McMullen
- Under/Above the Water par Tanith Lee
- Black and White Sky par Tanith Lee
- To Hold the Bridge par Garth Nix
- Princesse Petite-Culotte (Princess Prettypants) par Meg Cabot
- Butterfly and the Blight at the Heart of the World par Lavie Tidhar
- The Spy Who Never Grew Up par Sarah Rees Brennan

#### 2012
White Lines on a Green Field par Catherynne M. Valente
- The Summer People par Kelly Link
- Ce que nous avons trouvé (What We Found) par Geoff Ryman
- Underbridge par Peter S. Beagle
- The Copenhagen Interpretation par Paul Cornell
- Le Choix (The Choice) par Paul J. McAuley
- Fields of Gold par Rachel Swirsky (en)
- The Dala Horse par Michael Swanwick
- The Book of Phoenix: Excerpted from The Great Book par Nnedi Okorafor
- The Maltese Unicorn par Caitlín R. Kiernan
- A Long Walk Home par Jay Lake
- Purple par Robert Reed
- Clean par John Kessel
- The Little Green God of Agony par Stephen King
- Six mois, trois jours (Six Months, Three Days) par Charlie Jane Anders
- The Old Man and the Martian Sea par Alastair Reynolds
- Late Bloomer par Suzy McKee Charnas
- A Small Price to Pay for Birdsong par K. J. Parker
- The Last Ride of the Glory Girls par Libba Bray
- My Husband Steinn par Eleanor Arnason
- Laika's Ghost par Karl Schroeder
- Blackwood's Baby par Laird Barron (en)
- The Cold Step Beyond par Ian R. MacLeod
- The Projected Girl par Lavie Tidhar
- The Vicar of Mars par Gwyneth Jones
- The Ki-Anna par Gwyneth Jones
- Ghostweight par Yoon Ha Lee
- Mysteries of the Old Quarter par Paul Park
- Steam Girl (Steam Girl) par Dylan Horrocks

#### 2013
The Girl-Thing Who Went Out for Sushi par Pat Cadigan
- Faster Gun par Elizabeth Bear
- Close Encounters par Andy Duncan
- La Lady Astronaute de Mars (The Lady Astronaut of Mars) par Mary Robinette Kowal
- Fake Plastic Trees par Caitlín R. Kiernan
- La Tête aux souhaits (The Wish Head) par Jeffrey Ford
- Significant Dust par Margo Lanagan
- Fireborn par Robert Charles Wilson
- The Sea of Trees par Rachel Swirsky (en)
- Arbeitskraft par Nick Mamatas
- Holmes Sherlock: A Hwarhath Mystery par Eleanor Arnason
- The Wreck of the Charles Dexter Ward par Sarah Monette et Elizabeth Bear
- Troll Blood par Peter Dickinson
- Bruce Springsteen par Paul McAuley
- The Peak of Eternal Light par Bruce Sterling
- Frontier Death Song par Laird Barron (en)
- Swift, Brutal Retaliation par Meghan McCarron
- The Ghosts of Christmas par Paul Cornell
- Astrophilia par Carrie Vaughn
- Liberty's Daughter par Naomi Kritzer (en)
- Vieux Tacot (Old Paint) par Megan Lindholm
- Goddess of Mercy par Bruce Sterling
- The Thorn and the Blossom: A Two-Sided Love Story par Theodora Goss
- One Little Room an Everywhere par K. J. Parker
- Mating Habits of the Late Cretaceous par Dale Bailey
- Electrica par Sean McMullen
- The Grinnell Method par Molly Gloss
- The Bernoulli War par Gord Sellar
- Declaration par James Patrick Kelly
- No Decent Patrimony par Elizabeth Bear
- La Couleur la moins utilisée par la nature (The Color Least Used by Nature) par Ted Kosmatka

#### 2014
La Belle et le Fuseau (The Sleeper and the Spindle) par Neil Gaiman
- La Vérité du fait, la Vérité de l'émotion (The Truth of Fact, the Truth of Feeling) par Ted Chiang
- The Prayer of Ninety Cats par Caitlín R. Kiernan
- The Waiting Stars par Aliette de Bodard
- A Terror par Jeffrey Ford
- A Hollow Play par Amal El-Mohtar
- The Litigation Master and the Monkey King par Ken Liu
- Jaws of Saturn par Laird Barron (en)
- The Sun and I par K. J. Parker
- Zero for Conduct par Greg Egan
- Kormak the Lucky par Eleanor Arnason
- The Unwanted Women of Surrey par Kaaron Warren (en)
- Paranormal Romance par Christopher Barzak (en)
- The Queen of the Night's Aria par Ian McDonald
- We Three Kids par Margo Lanagan
- The Ugly Duckling par Matthew Hughes
- The Wreck of the Mars Adventure par David D. Levine
- The Christmas Show par Pat Cadigan
- A Window or a Small Box par Jedediah Berry
- The Effigy Engine: A Tale of the Red Hats par Scott Lynch
- The Book Seller par Lavie Tidhar
- The Good Husband par Nathan Ballingrud (en)
- The Discovered Country par Ian R. MacLeod
- Phosphorus par Veronica Schanoes (en)
- Painted Birds and Shivered Bones par Kat Howard
- Grizzled Veterans of Many and Much par Robert Reed
- Atmosphaera Incognita par Neal Stephenson
- Watching the Cow par Alex Irvine
- Chalk par Pat Cadigan
- The Dragonslayer of Merebarton par K. J. Parker
- Entangled par Ian R. MacLeod
- And Then Some par Matthew Hughes
- No Others are Genuine par Gregory Frost
- The Irish Astronaut par Val Nolan
- The Same Deep Waters as You par Brian Hodges

#### 2015
Les temps sont durs pour tout le monde (Tough Times All Over) par Joe Abercrombie
- The Jar of Water par Ursula K. Le Guin
- The Hand Is Quicker par Elizabeth Bear
- Un an et un jour à Theradane-la-Vieille (A Year and a Day in Old Theradane) par Scott Lynch
- Memorials par Aliette de Bodard
- The Devil in America par Kai Ashante Wilson (en)
- The Fifth Dragon par Ian McDonald
- Ten Rules for Being an Intergalactic Smuggler (the Successful Kind) par Holly Black
- Wine par Yoon Ha Lee
- A Guide to the Fruits of Hawai'i par Alaya Dawn Johnson
- The New Boyfriend par Kelly Link
- Le Colonel (The Colonel) par Peter Watts
- Une meilleure façon de mourir (A Better Way to Die) par Paul Cornell
- Tawny Petticoats par Michael Swanwick
- The Cryptic Age par Robert Reed
- The Insects of Love par Genevieve Valentine
- I Can See Right Through You par Kelly Link
- A Short History of the Twentieth Century, or, When You Wish Upon a Star par Kathleen Ann Goonan
- Interstate Love Song (Murder Ballad No. 8) par Caitlín R. Kiernan
- The Magician and Laplace's Demon par Tom Crosshill
- Collateral par Peter Watts
- Of Finest Scarlet Was Her Gown par Michael Swanwick
- The Last Log of the Lachrimosa par Alastair Reynolds
- A Hotel in Antarctica par Geoffrey A. Landis
- The Litany of Earth par Ruthanna Emrys
- The Cats of River Street (1925) par Caitlín R. Kiernan
- Among the Thorns par Veronica Schanoes (en)
- Heaven Thunders the Truth par K. J. Parker
- The Jetsam of Disremembered Mechanics par Caitlín R. Kiernan
- La Fin de la fin de tout (The End of the End of Everything) par Dale Bailey
- Les Yeux de l'arc-en-ciel (Seventh Sight) par Greg Egan
- Home is the Hunter par Garth Nix
- Kheldyu par Karl Schroeder
- Essaim fantôme (Shadow Flock) par Greg Egan
- A Wish from a Bone par Gemma Files (en)
- I'll Follow the Sun par Paul Di Filippo

#### 2016
Le Dogue noir (Black Dog) par Neil Gaiman
- Pékin origami (Folding Beijing) par Hao Jingfang
- And You Shall Know Her by the Trail of Dead par Brooke Bolander (en)
- Un autre mot pour Monde (Another Word for World) par Ann Leckie
- The Heart’s Filthy Lesson par Elizabeth Bear
- Botanica Veneris: Thirteen Papercuts by Ida Countess Rathangan par Ian McDonald
- So Much Cooking par Naomi Kritzer (en)
- Flashpoint: Titan par Cheah Kai Wai
- Jamaica Ginger par Nalo Hopkinson et Nisi Shawl
- Ruins par Eleanor Arnason
- Our Lady of the Open Road par Sarah Pinsker
- Machine Learning par Nancy Kress
- The Tumbledowns of Cleopatra Abyss par David Brin
- The Deepwater Bride par Tamsyn Muir
- The Long Goodnight of Violet Wild par Catherynne M. Valente
- Planet of Fear par Paul J. McAuley
- The Thyme Fiend par Jeffrey Ford
- What Price Humanity? par David VanDyke
- Empty par Robert Reed
- The Machine Starts par Greg Bear
- Des bêtes fabuleuses (Fabulous Beasts) par Priya Sharma
- Frost on Glass par Ian R. MacLeod
- Hyperspace Demons par Jonathan Moeller
- My Last Bringback par John Barnes
- Corpsemouth par John Langan (en)
- Bannerless par Carrie Vaughn
- The Astrakhan, the Homburg and the Red Red Coal par Chaz Brenchley (en)
- Nécro (Obits) par Stephen King

#### 2017
You’ll Surely Drown Here If You Stay par Alyssa Wong (en)
- Pearl par Aliette de Bodard
- The Jewel and Her Lapidary par Fran Wilde (en)
- Spinning Silver par Naomi Novik
- The Future is Blue par Catherynne M. Valente
- Foxfire, Foxfire par Yoon Ha Lee
- Red as Blood and White as Bone par Theodora Goss
- Those Shadows Laugh par Geoff Ryman
- The Art of Space Travel par Nina Allan
- The Visitor from Taured par Ian R. MacLeod
- L'Étrange Affaire du djinn du Caire (A Dead Djinn in Cairo) par P. Djèlí Clark
- Antediluvian Homesick Blues par Caitlín R. Kiernan
- Voyage avec l'extraterrestre (Touring with the Alien) par Carolyn Ives Gilman
- The Great Detective par Delia Sherman
- Fifty Shades of Grays par Steven Barnes
- Everyone from Themis Sends Letters Home par Genevieve Valentine
- Number Nine Moon par Alex Irvine
- Checkerboard Planet par Eleanor Arnason
- The Night Cyclist par Stephen Graham Jones
- Cold Comfort par Pat Murphy et Paul Charles Doherty
- In the Ruins of Mohenjo-Daro par Usman T. Malik (en)
- Told by an Idiot par K. J. Parker
- Prodigal par Gord Sellar
- The Mind Is Its Own Place par Carrie Vaughn
- The Metal Demimonde par Nick Wolven (en)
- Project Empathy par Dominica Phetteplace
- Jonas and the Fox par Rich Larson
- Unauthorized Access par An Owomoyela

#### 2018
The Hermit of Houston par Samuel R. Delany
- Children of Thorns, Children of Water par Aliette de Bodard
- Extracurricular Activities par Yoon Ha Lee
- The Worshipful Society of Glovers par Mary Robinette Kowal
- Wind Will Rove par Sarah Pinsker
- The Lamentation of Their Women par Kai Ashante Wilson (en)
- Come See the Living Dryad par Theodora Goss
- Waiting on a Bright Moon par JY Yang (en)
- La Fille cachée (The Hidden Girl) par Ken Liu
- The Mathematical Inevitability of Corvids par Seanan McGuire
- La Vallée de l'étrange (Uncanny Valley) par Greg Egan
- Crispin's Model par Max Gladstone
- A Human Stain par Kelly Robson
- Night Passage par Alastair Reynolds
- A Temporary Embarrassment in Spacetime par Charlie Jane Anders
- La Vie secrète des bots (The Secret Life of Bots) par Suzanne Palmer (en)
- « Je suis bel homme », dit Apollon Freux ("I Am a Handsome Man," said Apollo Crow) par Kate Elliott
- Le Charme discret de la machine de Turing (The Discrete Charm of the Turing Machine) par Greg Egan
- Steaks en série (A Series of Steaks) par Vina Jie-Min Prasad (en)
- La Tour moqueuse (The Mocking Tower) par Daniel Abraham
- En résidence (The Resident) par Carmen Maria Machado
- Angel of the Blockade par Alex Wells
- The Chameleon's Gloves par Yoon Ha Lee
- The Moon Is Not a Battlefield par Indrapramit Das (en)
- La fumée de l'or est la gloire (The Smoke of Gold Is Glory) par Scott Lynch
- ZeroS (ZeroS) par Peter Watts
- The Thule Stowaway par Maria Dahvana Headley (en)
- We Who Live in the Heart par Kelly Robson
- La Cascade, une nouvelle de flingues et sorcellerie (Waterfalling) par Lavie Tidhar
- Mercury par Priya Sharma
- My English Name par R. S. Benedict
- Rain Ship (traduction de 雨船) par Chi Hui

#### 2019
The Only Harmless Great Thing par Brooke Bolander (en)
- Les Neuf Derniers Jours sur Terre (Nine Last Days on Planet Earth) par Daryl Gregory
- Okay, Glory par Elizabeth Bear
- An Agent of Utopia par Andy Duncan
- Moments privilégiés (Quality Time) par Ken Liu
- How to Swallow the Moon par Isabel Yap
- The Last Banquet of Temporal Confections par Tina Connolly (en)
- No Flight Without the Shatter par Brooke Bolander (en)
- The Donner Party par Dale Bailey
- Queen Lily par Theodora Goss
- If at First You Don't Succeed, Try, Try Again par Zen Cho (en)
- The Fall and Rise of the House of the Wizard Malkuril par Scott Lynch
- Le Silex et le Miroir (Flint and Mirror) par John Crowley
- The Nearest par Greg Egan
- Do as I Do, Sing as I Sing par Sarah Pinsker
- Intervention par Kelly Robson
- The Privilege of the Happy Ending par Kij Johnson
- Sister Rosetta Tharpe and Memphis Minnie Sing the Stumps Down Good par LaShawn M. Wanak
- M Is for Mars par Caitlín R. Kiernan
- Le Régulateur (The Governor) par Tim Powers
- Widdam par Vandana Singh
- A World to Die For par Tobias S. Buckell
- Le Bâton dans la pierre (The Staff in the Stone) par Garth Nix
- The Huntsman and the Beast par Carrie Vaughn
- Foxy and Tiggs par Justina Robson
- Triquetra par Kirstyn McDermott (en)
- When We Were Starless par Simone Heller
- Joe Diabo's Farewell par Andy Duncan
- Travail d'intérêt général (Community Service) par Megan Lindholm
- The Ghoul Goes West par Dale Bailey
- A Son of the Sea par Priya Sharma
- The Thought That Counts par K. J. Parker
- Le Retour du porc (The Return of the Pig) par K. J. Parker
- The Sweetness of Honey and Rot par A. Merc Rustad
- Recoveries par Susan Palwick (en)

### Années 2020
| Sommaire : | - Haut - 2020 - 2021 - 2022 - 2023 - 2024 - 2025 |

#### 2020
Omphalos (Omphalos) par Ted Chiang
- Emergency Skin par N. K. Jemisin
- Binti : Feu sacré (Binti: Sacred Fire) par Nnedi Okorafor
- Erase, Erase, Erase par Elizabeth Bear
- Phantoms of the Midway par Seanan McGuire
- For He Can Creep par Siobhan Carroll
- Les Retardataires (Late Returns) par Joe Hill
- The Blur in the Corner of Your Eye par Sarah Pinsker
- A Country Called Winter par Theodora Goss
- Les Justifiés (The Justified) par Ann Leckie
- Charlie Tells Another One par Andy Duncan
- The Narwhal par Sarah Pinsker
- The Archronology of Love par Caroline M. Yoachim (en)
- His Footsteps, Through Darkness and Light par Mimi Mondal (en)
- Nice Things par Ellen Klages (en)
- A Strange Uncertain Light par G. V. Anderson
- Anosognosia par John Crowley
- Ice Cold Lemonade 25ȼ Haunted House Tour: 1 Per Person? par Paul Tremblay
- About the O'Dells par Pat Cadigan
- Kali_Na par Indrapramit Das (en)
- While Dragons Claim the Sky par Jen Brown
- The Sun from Both Sides par R. S. A. Garcia (en)
- How to Swallow the Moon par Isabel Yap
- Now Wait for This Week par Alice Sola Kim (en)
- Reunion par Vandana Singh
- Veille de Contagion à la Maison Noctambule (Contagion's Eve at the House Noctambulous) par Rich Larson
- We Are Happy in the Moment par Chen Qiufan (en)
- The Tree of Self-Knowledge par Stephen Graham Jones

#### 2021
La Pilule (The Pill) par Meg Elison
- Deux vérités, un mensonge (Two Truths and a Lie) par Sarah Pinsker
- The Inaccessibility of Heaven par Aliette de Bodard
- Un soupçon de bleu (A Whisper of Blue) par Ken Liu
- If You Take My Meaning par Charlie Jane Anders
- Fairy Tales for Robots par Sofia Samatar
- Color, Heat, and the Wreck of the Argo par Catherynne M. Valente
- A Stick of Clay, in the Hands of God, is Infinite Potential par JY Neon Yang (en)
- Burn or the Episodic Life of Sam Wells as a Super par A. T. Greenblatt (en)
- A City of Red Midnight: A Hikayat par Usman T. Malik (en)
- The Bahrain Underground Bazaar par Nadia Afifi
- As The Shore To The Tides, So Blood Calls To Blood par Karlo Yeager Rodríguez
- Tunnels par Eleanor Arnason
- The Little Witch par M. Rickert
- To Sail the Black par A. C. Wise (en)
- Where the River Turns to Concrete par Brooke Bolander (en)
- Head Static par Sheree Renée Thomas
- Comment Quini le Calmar a égaré son Klobucar (How Quini the Squid Misplaced His Klobučar?) par Rich Larson
- Yellow and the Perception of Reality par Maureen McHugh
- To Balance the Weight of Khalem par R. B. Lemberg (en)
- Lucky's Dragon par Kelly Barnhill
- An Important Failure par Rebecca Campbell
- Convergence in Chorus Architecture par Dare Segun Falowo
- Madame and the Map: A Journey in Five Movements par Sheree Renée Thomas
- Real Animals par Em North
- How to Burn Down the Hinterlands par Lyndsie Manusos
- A Mastery of German par Marian Denise Moore
- Girls with Needles and Frost par Jenny Rae Rappaport
- Lone Puppeteer of a Sleeping City par Arula Ratnakar
- Folie à Deux, or the Ticking Hourglass par Usman T. Malik (en)
- The Transition of Osoosi par Ozzie M. Gartrell
- The Satellite Charmer par Mame Bougouma Diene

#### 2022
That Story Isn’t the Story par John Wiswell (en)
- L’Esprit de L’Escalier par Catherynne M. Valente
- Mulberry and Owl par Aliette de Bodard
- Unseelie Brothers, Ltd. par Fran Wilde (en)
- The Black Pages par Nnedi Okorafor
- The Red Mother par Elizabeth Bear
- Small Monsters par E. Lily Yu (en)
- Skindler’s Veil par Kelly Link
- Les Bots de l’arche perdue (Bots of the Lost Ark) par Suzanne Palmer (en)
- Broad Dutty Water: A Sunken Story par Nalo Hopkinson
- We, the Girls Who Did Not Make It par E. A. Petricone
- Colors of the Immortal Palette par Caroline M. Yoachim (en)
- Babylon System par Maurice Broaddus (en)
- (emet) par Lauren Ring
- A Spell for Foolish Hearts par Isabel Yap
- I Being Young and Foolish par Nisi Shawl
- The Future Library par Peng Shepherd
- For Sale by Owner par Elizabeth Hand
- The Music of the Siphorophenes par C. L. Polk (en)
- In the Garden of Ibn Ghazi par Molly Tanzer (en)
- Questions Asked in the Belly of the World par A. T. Greenblatt (en)
- Laki par Eleanor Arnason
- And for My Next Trick, I Have Disappeared par Chimedum Ohaegbu
- Dreamports par Tlotlo Tsamaase (en)
- Three Tales from the Blue Library par Sofia Samatar
- Sarcophage (Sarcophagus) par Ray Nayler
- The Metric par David Moles (en)
- Stronger par K. J. Parker
- Seule sur Terre (The Only Living Girl on Earth) par Charles Yu (en)
- The Lay of Lilyfinger par G. V. Anderson
- The Women Who Didn't Win Nobels, and How World Trees Are Not a Substitute par Octavia Cade
- Now You See Me	Justin par C. Key
- The Ghost Birds par Karen Russell
- The Demon Sage's Daughter par Varsha Dinesh
- The Last Civilian par R. P. Sand
- The Ash-Girl and the Salmon Prince par P. H. Lee et Rachel Swirsky (en)

#### 2023
If You Find Yourself Speaking to God, Address God with the Informal You par John Chu (en)
- Two Hands, Wrapped in Gold par S. B. Divya (en)
- A Dream of Electric Mothers par Wole Talabi (en)
- The Difference Between Love and Time par Catherynne M. Valente
- The Six Deaths of the Saint par Alix E. Harrow
- In Mercy, Rain par Seanan McGuire
- La Boîte de tristesse (The Sadness Box) par Suzanne Palmer (en)
- Solidity par Greg Egan
- Incident at Bear Creek Lodge par Tananarive Due
- Tomber du bord du monde (Falling Off the Edge of the World) par Suzanne Palmer (en)

#### 2024
The Rainbow Bank par Uchechukwu Nwaka
- I AM AI par Ai Jiang (en)
- The Year Without Sunshine par Naomi Kritzer (en)
- John Hollowback and the Witch par Amal El-Mohtar
- Prince Hat Underground par Kelly Link
- What I Remember of Oresha Moon Dragon Devshrata par P. Djèlí Clark
- On the Fox Roads par Nghi Vo
- One Man’s Treasure par Sarah Pinsker
- At Every Door a Ghost par Premee Mohamed (en)
- Six Versions of My Brother Found Under a Bridge par Eugenia Triantafyllou
- The Passing of the Dragon par Ken Liu
- Ivy, Angelica, Bay par C. L. Polk (en)
- Science Facts! par Sarah Pinsker
- Planetstuck par Sam J. Miller
- Saturday's Song par Wole Talabi (en)
- The Luck Thief par Tade Thompson
- The Witch Is Not the Monster par Alaya Dawn Johnson
- A Short Biography of a Conscious Chair par Renan Bernardo (traduction de Breve Biografia par Uma Cadeira Lúcida)
- SuperMAX par Daniel H. Wilson
- Spell for Grief and Longing par Eboni J. Dunbar
- Contracting Iris par Peter Watts
- My Neighbor Mothman par Cynthia Zhang
- The Unpastured Sea par Gregory Feeley (en)
- How To Travel Safely in Faerieland par Vanessa Fogg
- An Ode to Stardust par R. P. Sand
- Deep Blue Jump par Dean Whitlock

#### 2025
By Salt, By Sea, By Light of Stars par Premee Mohamed (en)
- A Stranger Knocks par Tananarive Due
- The Four Sisters Overlooking the Sea par Naomi Kritzer (en)
- The River Judge par S. L. Huang
- Loneliness Universe par Eugenia Triantafyllou
- Reduce! Reuse! Recycle! par T. J. Klune
- Je Ne Suis Pas Malade Juste Mad ou le canapé le plus lourd de l'univers connu (I’m Not Disappointed Just Mad AKA The Heaviest Couch in the Known Universe) par Daryl Gregory
- Another Girl Under the Iron Bell par Angela Liu
- Encore par Wole Talabi (en)
- Joanna’s Bodies par Eugenia Triantafyllou
- Also, the Cat par Rachel Swirsky (en)
- Judge Dee and the Executioner of Epinal par Lavie Tidhar
- We Who Will Not Die	Shingai par Njeri Kagunda
- And to Their Shining Palaces Go par Betsy Aoki
- A Brief Oral History of the El Zopilote Dock par Alaya Dawn Johnson
- How to Care for Your Domestic God par Clara Madrigano
- Himalia par Carrie Vaughn
- Those Who Smuggle Themselves Into Slivermoon par Varsha Dinesh
- Reflection from a Tarnished Mirror par Howard Andrew Jones (en)
- Stars Don't Dream (traduction de 不做梦的群星) par Chi Hui
- The Angel Azrael and the Dead Man's Hand par Peter Darbyshire (en)
- Nine Billion Turing Tests par Chris Willrich (en)
- Turtles to the Sea par Sandra McDonald (en)
- Places You Have Never Been par David Cleden
- Blackjack par Veronica Schanoes (en)
- The Best Version of Yourself par Grant Collier
- Travelers' Tales from the Ends of the World par Vandana Singh
- Yarns par Susan Palwick (en)
- The Quietude par Lavie Tidhar
- I Love the Very Flesh Off You par Robert Shearman (en)
- Signs of Life par Sarah Pinsker
- Fat Kids par Alex Jennings
- This Good Lesson Keep par James Van Pelt (en)
- Bride / Butcher / Doe par Lowry Poletti